# Jocs panhel·lènics
Els jocs panhel·lènics (grec antic: ἀγῶνες, llatí: certamina) era el nom genèric que designava les competicions esportives i també artístiques que es realitzaven de forma regular a l'antiguitat en diverses ciutats gregues. A partir del segle VII aC es van programar de manera que no coincidissin les dates de celebració de cadascuna, totes juntes formaven un cicle. El període per organitzar uns jocs i els següents durava quatre o dos anys i es feia servir com a referència per datar altres esdeveniments.

## El cicle panhel·lènic
El cicle dels jocs panhel·lènics començava amb els jocs olímpics, seguien els jocs nemeus i els jocs ístmics el segon any, al tercer any se celebraven els jocs pítics i al quart es repetien els nemeus, els ístmics i es tornava a començar el cicle. La regulació dels jocs va permetre l'existència d'atletes professionals que es desplaçaven de ciutat en ciutat per competir amb els campions locals. Podien participar en els diferents jocs tots els ciutadans grecs (els homes), inclosos els de les colònies.
| jocs          | déu honorat | lloc    | organitzador           | corona               | primera notícia | any de l'olimpíada | mes            |
| ------------- | ----------- | ------- | ---------------------- | -------------------- | --------------- | ------------------ | -------------- |
| Jocs Olímpics | Zeus        | Olímpia | Elis                   | d'olivera (kòtinos)  | 776 aC          | 1r                 | Agost-setembre |
| Jocs Nemeus   | Zeus        | Nèmea   | Cleones, després Argos | d'api bord (sèlinon) | 673 aC          | 2n i 4t            | Juliol         |
| Jocs Ístmics  | Posidó      | Ístmia  | Corint                 | de pi (pitys)        | 583 aC          | 2n i 4t            | Abril-maig     |
| Jocs Pítics   | Apol·lo     | Delfos  | Amfictionia            | de llorer (daphne)   | 582 aC          | 3r                 | Agost          |

El Mecanisme d'Anticitera sembla mostrar que els ístmics i els nemeus no coincidien en un mateix any.

## Modalitats competitives

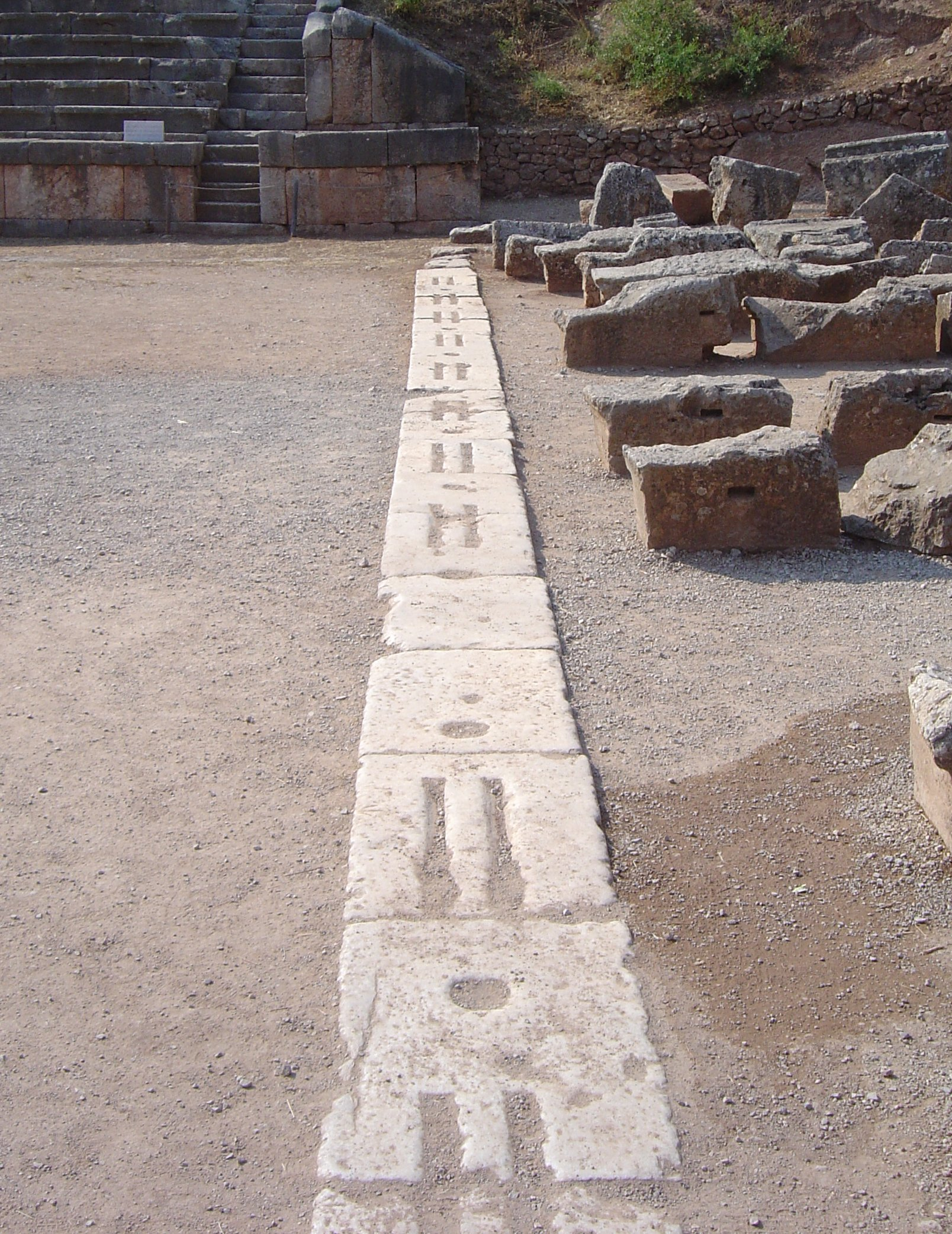
línia de pedres blanques que marcava la sortida de les curses a l'estadi de Delfos

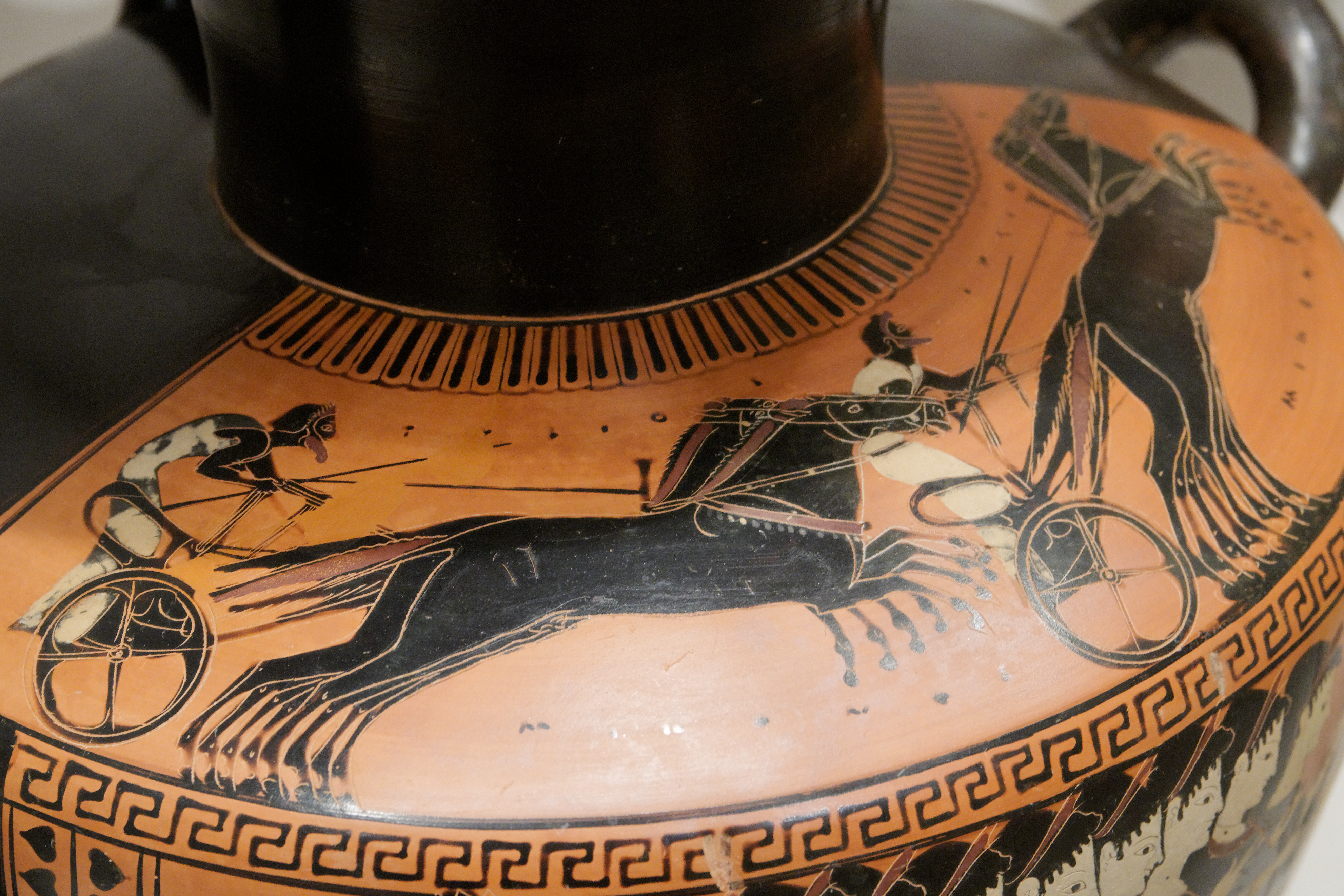
cursa de cavalls en una àmfora grega

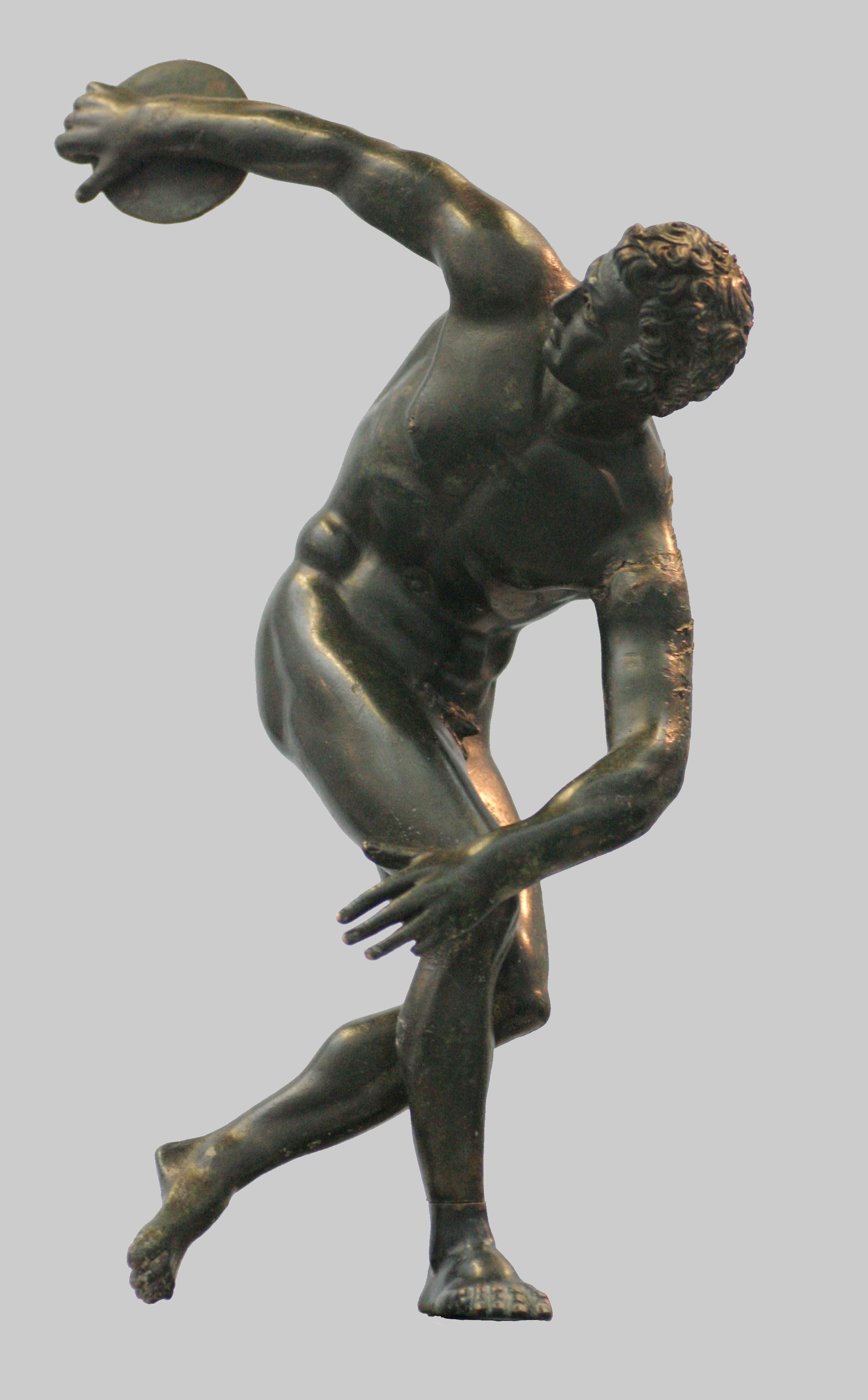
llançament de disc

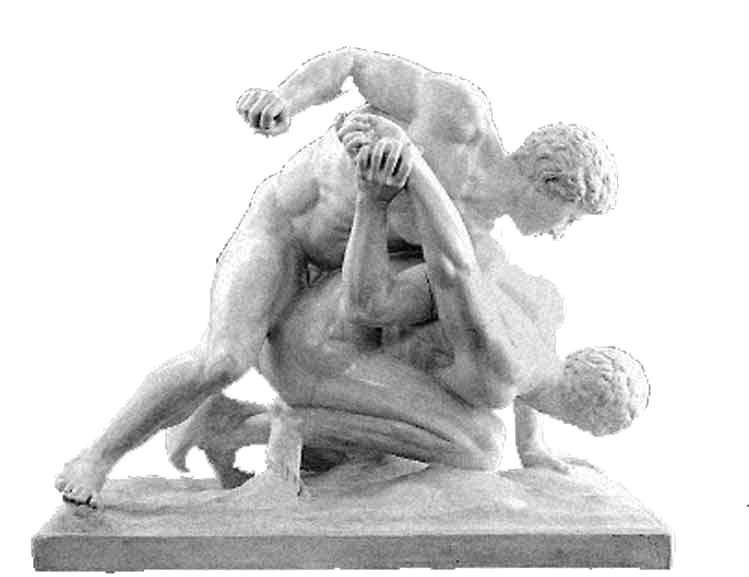
la lluita era una de les modalitats esportives

Els jocs Panhel·lènics van existir durant més d'un mil·lenni, les proves van canviar significativament amb el temps. Eren, però, relativament similars entre les diferents ciutats.
Inicialment, no hi havia res més aliè als grecs com la recerca del rendiment físic i de la competició. L'ideal atlètic suposava la unió de la part física de l'ésser humà amb l'espiritual, cosa que van expressar artísticament els grans escultors grecs, cercar una perfecció digna dels déus. Així que no existia el concepte de competir, era més aviat una exhibició en honor dels déus: no es mesurava el rendiment dels atletes ni les marques assolides. Només el guanyador tenia dret als honors, no hi havia podi per al segon i el tercer. Excepte en les curses de carros, totes les anomenades proves de gimnàstica es practicaven nus i tant la participació com l'assistència de públic estava reservada als homes. Hi va haver concursos per a dones, a banda dels quatre grans jocs, però van ser molt menys prestigiosos.
Curses a peu
Els grecs practicaven competicions de córrer en línia recta i sobre terreny pla, sense obstacles:
- stadion : cursa de velocitat, amb una llargada d'un estadi (~ 200m); corrien sense sandàlies als peus, sobre arena fina.
- diaulos : cursa de mig fons, amb una llargada de dos estadis.
- dolichos : cursa de fons, amb una llargada que podia variar entre 7 i 24 estadis, consistent en voltar l'estadi fent un gir brusc al voltant d'una estaca.
- hoplitodromos : cursa de guerrers, en la qual els atletes corrien portant el casc i escut.

Curses hípiques
- muntant a cavall
- curses de carros amb quatre cavalls

Llançaments
- javelina: un cordill de cuir es feia servir com a propulsor
- disc: el disc era més pesenc que els discs moderns, entre 1,5 i 4 kg
- salt: els atletes no practicaven el salt de llargada; es podia fer amb impuls o sense, que podia ser de fins a cinc salts encadenats; també es practicava en una modalitat portant peses.

Esports de combat
- lluita
- pugilat: una mena de boxa
- pancraci: barreja de lluita i de pugilat en què estava permès copejar totes les parts del cos.

Proves combinades
- pentathlon: cursa (stadion, llançament de javelina, llançament de disc, salt i lluita; a cada modalitat s'eliminava el pitjor i ja no participava en les proves següents.

Proves artístiques
Coincidint amb les proves esportives es feien competicions musicals i poètiques (jocs florals).